# Личная жизнь директора
«Личная жизнь директора» — советский двухсерийный цветной художественный фильм 1981 года, производственная драма по мотивам одноимённого романа Валерия Гейдеко. Поставлен режиссёром Владимиром Шределем на Киностудии «Ленфильм».
Телевизионная премьера фильма в СССР состоялась 17 апреля 1982 года.

## Сюжет
Директор крупного целлюлозно-бумажного комбината в Карелии Игорь Сергеевич Новиков (Валерий Приёмыхов) озабочен загрязнение реки, которое происходит из-за деятельности комбината. Одновременно походит время планового ремонта на предприятии, которое требует приостановки его работы. Директор принимает нелёгкое для себя решение — останавливает производство. Назревает конфликт в профильном министерстве, где ожидают перевыполнения комбинатом годового плана на 5% и настоятельно рекомендуют отложить плановый ремонт на конец годы. 
Некоторые сотрудники станут союзниками директора, другие выступят против подобного решения. Супруга выступает с претензиями, что он, из-за своей постоянной занятости, отстает от неё в культурном развитии, а ей скучно жить вдали от культурных центров. В семейных отношениях назревает кризис. В итоге она бросает его и уезжает обратно в большой город, где возвращается к своей профессиональной деятельности и ожидает должности помощника режиссера театра. После этого события на комбинат приходит новость, что деньги в размере трех миллионов рублей выделенные на строительство очистных не были утверждены и стройка не будет начата.
Телевидение и пресса выпускают критические материалы по теме загрязнения воды. Выход репортажа на ТВ приводит к скандалу в Министерстве, куда вызывают Новикова. Он приезжает по вызову. Встречается с бывшей женой, но их встреча ничем не оканчивается и воссоединения не происходит. 
Институтские друзья, на которых он рассчитывал, прекращают поддерживать героя в его начинаниях, избегая под различными предлогами встречи с ним. Таким образом он остается без поддержки на совещании в Министерстве. В итоге ему на помощь приходят местные партийные органы — деньги на очистные выделяются и через год их строительство все же начинается. На последних кадрах фильма автор проекта очистных сооружения и по совместительства бывшая возлюбленная директора — Ирина Румянцева контролирует ход строительства на месте, где она ведет активную полемику с директором по рабочим вопросам.

## В ролях
- Валерий Приёмыхов[1] — Игорь Сергеевич Новиков
- Валентина Панина[1] — Ирина Анатольевна Румянцева, эксперт по охране природы[2]

- Валентин Смирнитский[1] — Вадим Черепанов
- Алексей Герман[1] — Константин Мустафиди (роль озвучил — Игорь Ефимов)
- Владимир Кузенков — Вячеслав Котельников
- Наталья Фатеева[1] — Люся, бывшая жена Игоря
- Роман Громадский[1] — Андрей Колобаев, секретарь горкома партии
- Виктор Костецкий — Алексей Ермолаев, парторг
- Валентин Жиляев — Барвинский
- Владимир Зумакалов — Чантурия
- Юрий Башков — Кандыба
- Олег Белов — Амбаров
- Виктор Перевалов — Саша, водитель Новикова

## Съёмочная группа
- Авторы сценария — Валентин Михайлов, Игорь Шевцов[1]
- Режиссёр-постановщик — Владимир Шредель[1]
- Оператор-постановщик — Александр Чечулин[1]
- Художник-постановщик — Алексей Рудяков[источник не указан 1656 дней]
- Композитор — Альберт Пресленев[1]
- Звукооператор — Евгений Нестеров